# Långebro mekaniska verkstad
Långebro Mekaniska Verkstad (LMV) var en metallindustri verksam på Vilan vid Kristianstad 1903 till 1972. Verkstaden låg på Hantverkaregatan och grundades av bland andra August Björklund 1903, och förblev i släktens ägo genom sonen Carl Björklund och dennes söner Göte och Bertil Björklund från 1953 till och med nedläggningen 1972.

## Historik
Göte Björklund sammanfattade företagets historia vid invigningen av en ny byggnad 1965. Långebro Mekaniska Verkstads tillkomst var dramatisk. 8 anställda vid Hvilans Mekaniska Verkstad strejkade 1903 för1-3 öres löneökning. Denna strejk utlöste en lockout den 6 juli 1903  som omfattade15 000 - 17.000 arbetare i hela landet. Ur denna kraftmätning mellan fack och företagare uppstod Långebro Mekaniska.1903 grundade August Björklund med 7 arbetare denna verkstad. Verksamheten startade till en början i ett mindre träskjul där det fanns en smedja. Fabrikstomten arrenderades av ÖSJ, Östra Skånes Järnvägar. Den låg öster om där KBS 1965 hade sitt kontor.

### Brännerier och stärkelsefabriker
Verksamheten var inledningsvis mest reparationer till brännerier och stärkelsefabriker. Senare började man egen tillverkning av apparater och maskiner till dessa industrier. LMV tillverkade ångmaskiner och konkurrerade med Hvilans mekaniska  verkstad och Ljunggrens mekanisks verkstad. 1965 hade fabriken fortsatt leveranser till brännerier, men försäljningsvärdet  var då  blygsamt  i företagets totala försäljning. Investeringar inom brännerinäringen upphörde då  den stora strukturrationaliseringen innebar att lokala brännerier upphörde. Denna utveckling ledde 1970-1971 till att bara två brännerier fanns kvar. 1976 blev Gärdsbränneriet i Nöbbelöv ensamt kvar som brännvinsproducent.

### Torvmaskiner
1915 knöt LMV  kontakter med Åbjörn Andersons i Svedala. som behövde hjälp med sin tillverkning. Tillverkningen omfattade i början torvmaskiner och torvutsättningsbanor varav flera levererades till Ryssland. Samarbetet mellan dessa två företag fortsattes. LMV:s leveranser till Svedala har varit av betydande omfattning och gett LMV mycket arbete.

### Högtrycksångpannor
Under slutet av 1940-talet började LMV tillverka högtrycksångpannor. I början var  enheterna små på  50 - 150 kg ånga i timmen. Utvecklingen av ångpannetillverkningen var liten i början men växte snabbt och omfattade 1965 mer än 2/3 av företagets totala omsättning på drygt 3 milj. kronor. 1965 tillverkades enheter upp till 10 ton ånga i timmen. Tillverkningen omfattade 1965 även lågtrycks-, hetvatten- och avgasångpannor. Störst var marknaden inom Sverige. Men anläggningar exporterades till Danmark, Finland, Burma, Israel, Chile, Uruguay, Teheran, Liberia och Grönland. Ångpannorna tvingade fram en utbyggnad av företagets fabrikslokaler. Nya lokaler började byggas i november 1963 lokalerna togs i bruk 1964. Lokalerna byggdes av Thage Anderssons Byggnads AB i Tollarp. Hvilans Mekaniska Verkstads AB tillverkade traverserna till LMV. Sämre konjunkturer drabbade företaget hårt och verksamheten blev olönsam och Långebro mekaniska lades ner 1972.